# Teresa Eustochio Verzeri

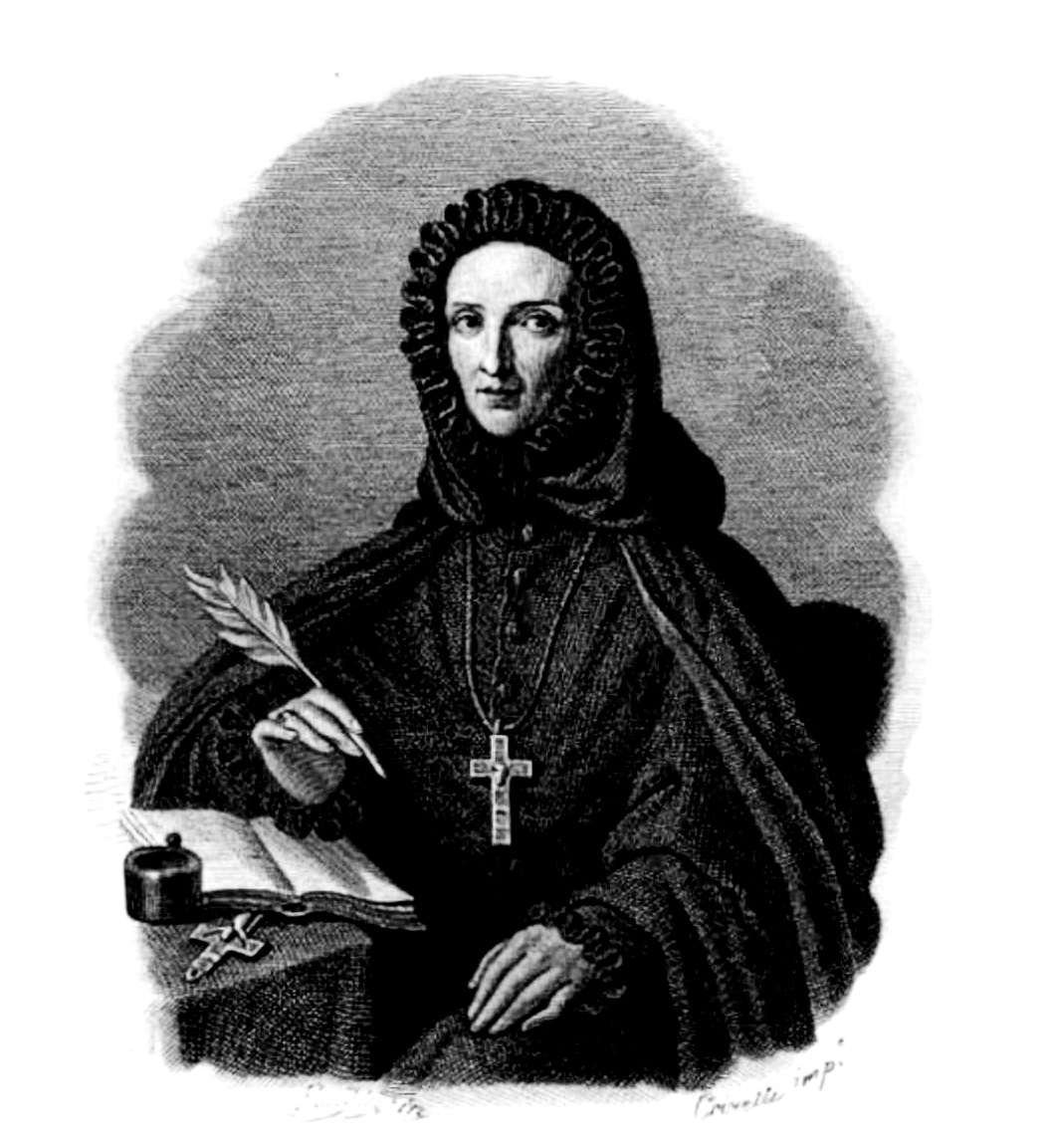
Teresa Eustochio Verzeri

Teresa Eustochio Verzeri (dt. Theresia Eustochium Verzeri) (* 31. Juli 1801 in Bergamo; † 3. März 1852 in Brescia) war eine italienische Nonne und Gründerin der Töchter des Heiligsten Herzens Jesu (Verzeri Suore), italienisch Figlie del Sacro Cuore di Gesú. Sie wurde 2001 von der katholischen Kirche heiliggesprochen.

## Leben
Ignatia Verzeri, ihr bürgerlicher Name, war Tochter von Antonio Verzeri und der Gräfin Elena Pedrocca-Grumellitrat. In Bergamo trat sie im dortigen Benediktinerkloster Santa Grata ein und nahm den Ordensnamen Teresa Eustochio an. Da sie an Epilepsie und Depressionen litt, verließ sie das Kloster. Am 8. Februar 1831 gründete sie zusammen mit dem Kanoniker Giuseppe Benaglio die Congregazione delle Figlie del Sacro Cuore di Gesù zur katholischen Erziehung. Kern der Spiritualität der Gemeinschaft war die Herz-Jesu-Verehrung.
Am 27. Oktober 1946 wurde sie von Papst Pius XII. seliggesprochen. Sie wurde durch Papst Johannes Paul II. am 10. Juni 2001 heiliggesprochen. Ihr Gedenktag in der Liturgie ist der 3. März.
Der von Teresa Verzeri gegründeten Kongregation gehörten im Jahre 2015 weltweit 481 Schwestern an. Das Mutterhaus befindet sich in Rom.